# Фараж Ахмад Нажмуддин
Фараж Ахмад Нажмуддин или Мулла Крекар (курд. مەلا کرێکار‎ Mela Krêkar; араб. ملا كريكار‎‎ Mullā Krīkār), рождённый как نەجمەدین فەرەج ئەحمەد‎, Najmuddin Faraj Ahmad 7 июля, 1956, Сулеймания, Ирак) — курдский исламист, джихадист, лидер террористической организации «Ансар аль-Ислам».
В 1991 году прибыл с семьёй в Норвегию из Ирака в качестве беженца. Его жена и дети приобрели норвежское гражданство.
Лидеры иракского Курдистана неоднократно требовали экстрадиции Муллы Крекара, но последний продолжает оставаться в норвежской тюрьме, осуществляя руководство «Ансар аль-Ислам» посредством интернета.